# 2023 год в истории метрополитена
В этой статье перечисляются основные  события из истории метрополитенов в 2023 году. Полужирным шрифтом выделены открытия новых транспортных систем.

## События

### Первое полугодие

#### Январь
- 1 января — Петербургский метрополитен, повышение тарифа на одну поездку с 65 до 70 рублей[1][2].
- 2 января:
  - Московский метрополитен
    - повышение тарифов: одна поездка по проездному «Тройка» стоит 50 рублей; по билету «Единый» — 62 рубля[3].
    - временно изменили движение поездов на Кольцевой линии: 2—4 января курсировали только против часовой стрелки, а 5—7 января — по часовой стрелке[4].

  - Стамбульский метрополитен, продление линии 7 (Şişli-Mecidiyeköy — Yıldız)[5].
- 6 января — Стамбульский метрополитен, открытие линии 8 (Bostancı — Parseller, 13 станций, 14,3 км)[5].
- 14 января:
  - остановка Харьковского метрополитена по причине обстрелов энергосети в ходе российско-украинского конфликта[6]
  - Пражский метрополитен, станция «Йиржиго з Подебрад» закрыта для реконструкции и строительства лифтовых шахт[7].
- 18 января — Чунцинский метрополитен:
  - продление линии 9 (Xingkedadao — Huashigou, 8 км)[8].
  - продление линии 10 (Liyuchi — Houbao, 6 км)[8].
- 19 января — Мумбайский метрополитен:
  - продление линии 2а (Dahanukarwadi — Andheri West, 9 км)[9].
  - продление линии 7 (Aarey — Gundavali, 6,2 км)[9].
- 22 января — Стамбульский метрополитен, открытие линии 11 (экспресс-линия в аэропорт, Kağıthane — Kargo Terminali, 34 км)[5].
- 23 января — Владимир Путин подписал указ об учреждении в России Дня метростроителя 2 октября[10].
- 25 января: 
  - Новосибирский метрополитен вернулся к 4 вагонам во всех составах[11].
  - Метрополитен Дакки, открытие станции Pallabi на линии 6[12].

#### Февраль
- 4 февраля — Пекинский метрополитен, продление линии Чанпин (Qinghe — Xitucheng, 9,7 км)[13].
- 8 февраля — Ширазский метрополитен, открытие линии 2 (Emam Hossein — Qahremanan)[14].
- 18 февраля — Метрополитен Дакки, открытие станции Uttara Center на линии 6[12].
- 20 февраля:
  - Московский метрополитен:
    - передача участка «Нижегородская» — «Электрозаводская» от Некрасовской линии Большой кольцевой линии. Ранее для этого с 17 по 19 февраля движение на этом участке было закрыто[15].
    - открытие и ввод в эксплуатацию электродепо ТЧ-21 «Нижегородское»[16][17].

  - Екатеринбургский метрополитен — увеличение стоимости проезда с 32 до 33 руб[18].
- 27 февраля:
  - открытие метрополитена Кереджа (Иран), линия 2 (Chehel-o-panj Metri Golshahr — Ayatallah Taleqani, 5,5 км, без промежуточных станций)[19].
  - Чунцинский метрополитен, продление линии 5 (The Expo Garden Center — Yuegangbeilu, 9 км)[8].

#### Март
- 1 марта: 
  - Московский метрополитен, Большая кольцевая линия: замыкание линии вводом в эксплуатацию станций «Кленовый бульвар», «Нагатинский Затон», «Печатники», «Текстильщики», «Сокольники», «Рижская» и «Марьина Роща» с открытием после реконструкции станций «Варшавская» и «Каширская»[20].
  - Метрополитен Дакки, открытие станции Mirpur-10 на линии 6[12].
- 4 марта — Петербургский метрополитен: станция Ладожская закрыта на ремонт по февраль 2024[21].
- 9 марта — Петербургский метрополитен: запуск в регулярную эксплуатацию поезда «Балтиец» на 1 линии[22].
- 13 марта — при проведении работ подрядчик строительной компании Донстрой, компания ANTTEQ, повредила тоннель Большой кольцевой линии Московского метрополитена, что привело к временной остановке движения[23].
- 15 марта — Метрополитен Дакки, открытие станций Kazipara и Mirpur-11 на линии 6[12].
- 16 марта:
  - Куала-Лумпурский метрополитен, продление Линии MRT Putrajaya Line (линии 12) (Kampung Batu — Putrajaya Sentral, 38,7 км)[24][25].
  - Панамский метрополитен, продление линии 2 (Corredor Sur — Aeropuerto, 2 км)[26].
- 17 марта — Метрополитен Даляня, открытие линии 5 (Houguan — Hutan Xinqu, 24,5 км)[27].
- 18 марта — Тегеранский метрополитен, продление линии 6 (Tarbiat Modares University — Emam Hossein, 9,5 км) и линии 7 (Meydan-e San’at — Shahid Dadman, 1,5 км)[28].
- 26 марта — Бангалорский метрополитен, продление Пурпурной линии (Krishnarajapura — Whitefield (Kadugodi), 12,9 км)[29].
- 27 марта — Фукуокский метрополитен, продление линии 3 (Tenjin-minami — Hakata, 1,6 км)[30].
- 31 марта — Метрополитен Дакки, открытие станций Shewrapara и Uttara South на линии 6[12].

#### Апрель
- 8 апреля — Стамбульский метрополитен, продление линии 3 (Başakşehir MetroKent — Kayaşehir Merkez, 6,2 км)[5].
- 12 апреля — Анкарский метрополитен, продление линии М4 (Atatürk Kültür Merkezi — Kızılay, 3,3 км)[31].
- 25 апреля — Ташкентский метрополитен, продление кольцевой линии на 5 станций (Куйлюк — Курувчилар, 8 км)[32].

#### Май
- 1 мая — Тегеранский метрополитен, продление линии 4 (Eram-e Sabz — Allameh Ja’fari, 1,4 км)[28].
- 10 мая — Московский метрополитен, после продолжительного ремонта на участке «Кантемировская» — «Царицыно» открыт закрытый 12 ноября 2022 года участок «Автозаводская» — «Орехово»[33].
- 12 мая — Чжэнчжоуский метрополитен, продление линии 14 (Olympic Sports Center — Lianhu)[34].
- 19 мая — Вашингтонский метрополитен, открытие станции «Потомак-Ярд» на Синей и Жёлтой линиях[35].

#### Июнь
- 14 июня — Метрополитен Салвадора, продление линии 1 (Pirajá — Campinas, 1,5 км)[36].
- 19 июня — Метрополитены Бангкока, открытие жёлтой линии (Lat Phrao — Samrong, 30,4 км)[37].
- 24 июня — Метрополитен Сучжоу, открытие линии 11 (Weiting — Huaqiao, 41,3 км)[38].
- 27 июня — Сианьский метрополитен:
  - продление линии 2 (Xi’anbeizhan — Caotan & Weiqunan — Changninggong, 6,9 км);
  - открытие линии 16 (Shijingli — Qinchuangyuanzhongxin, 15,1 км)[39].
- 28 июня — Метрополитен Чанши, продление линии 3 (Shantang — Xiangtan North Railway Station, 17,3 км)[40].
- 29 июня — Ланьчжоуский метрополитен, открытие линии 2 (Dongfanghong Square — Yanbai Bridge, 9,1 км, 9 станций)[41].
- 30 июня — Метрополитен Гонолулу, открытие первой линии системы Skyline (Kualaka’i East Kapolei — Halawa Aloha Stadium)[42].

### Второе полугодие

#### Июль
- 1 июля:
  - Сеульский метрополитен, продление Seohae Line (Sosa — Daegok, 18,3 км)[43].
  - Хэфэйский метрополитен, продление линии 1 (Heifei Railway Station — Zhangwa, 4,5 км)[44].
- 4 июля — Миланский метрополитен, линия M4 продлена на 2 станции, что обеспечило связь этой ранее изолированной линии с остальной сетью метрополитена[45].
- 26 июля — Шаосинский метрополитен, открытие линии 2 (Jinghu Hospital — Tandu, 10,8 км)[46].
- 28 июля — открытие первого участка из 6 станций новой, полностью автоматизированной линии скоростного лёгкого метро REM (Монреаль). Коммерческая эксплуатация начата 31 июля[47][48].
- 31 июля — Таоюаньский метрополитен, продление линии 1 (Huanbei — Laojie River, 0,8 км)[49].

#### Август
- 1 августа — Метрополитен Пуны, продление линии 1 (Phugewadi — Civil Court, 7,9 км) и линии 2 (Garware College — Ruby Hall Clinic, 5,1 км)[50].
- 19 августа — Петербургский метрополитен, повторное открытие станции «Пионерская»[51].
- 27 августа — Фучжоуский метрополитен, продление линии 4 (Fenghuangchi — Difengjiang, 24 км) и линии 5 (Ancient Luozhou Town — Fuzhou South Railway Station, 5,3 км)[52].
- 28 августа — Метрополитен Джакарты, открытие линии LRT Jabodetabek (Dukuh Atas — Jati Mulya, 27,4 км и Dukuh Atas — Harjamukti, 24,5 км)[53].

#### Сентябрь
- 4 сентября — открытие лёгкого метро Лагоса[англ.][54][55].
- 6 сентября — Московский метрополитен, открытие станций «Пыхтино» и «Аэропорт Внуково»[56].
- 7 сентября — Московский метрополитен, открытие станций «Яхромская», «Лианозово» и «Физтех»[57].
- 8 сентября — Чжэнчжоуский метрополитен, продление линии 3 (Yinggang — Binhe Xincheng Nan, 6,3 км)[34].
- 17 сентября — Делийский метрополитен, продление линии Аэропорт-экспресс (Dwarka Sector 21 — YashoBhoomi Dwarka Sector 25, 2 км)[58].
- 21 сентября — Сианьский метрополитен, продление линии 1 (Fenghesenlingongyuan — Xianyangxizhan, 10,6 км)[39].
- 25 сентября — Метрополитен Сантьяго, продление линии 3 (Los Libertadores — Plaza Quilicura, 3,8 км)[59].
- 26 сентября — Уханьский метрополитен, открытие монорельсовой линии Optics Valley Sky Rail (Jiufengshan — Longquanshan)[60].
- 28 сентября — Чжэнчжоуский метрополитен, открытие линии 10 («Чжэнчжоуский вокзал» — «Западный вокзал», 21,9 км)[34].
- 29 сентября — Харбинский метрополитен, продление линии 3 («Тайпинцяо» — «Барочный квартал», 3,3 км)[61].

#### Октябрь
- 9 октября — Бангалорский метрополитен, продление Пурпурной линии (Baiyappanahalli — Krishnarajapura, 2,8 км и Kengeri — Challaghatta, 2 км)[29].
- 10 октября — Тегеранский метрополитен, продление линии 6 (Shahid Sattari — Kouhsar) и линии 7 (Shahid Dadman — Meydan-e Ketab)[28].
- 15 октября — Московский метрополитен: повышение тарифов: одна поездка по проездному «Тройка» стоит 54 рубля вместо прежних 50, по билету «90 минут» — 81 рубль вместо 75[62]
- 20 октября — Лионский метрополитен, продление линии Б на 2 станции (Gare d’Oullins — Saint Genis-Laval Hôpital Lyon Sud)[63].

#### Ноябрь
- 2 ноября — Пражский метрополитен, станция «Йиржиго з Подебрад» вновь открыта после реконструкции, лифты пока не заработали[64].
- 5 ноября — Метрополитен Дакки, продление линии 6 (Agargaon — Motijheel, 8,5 км; две промежуточные станции)[12].
- 15 ноября — Бухарестский метрополитен, продление линии M2 (Berceni — Tudor Arghezi, 1,6 км)[65].
- 17 ноября — открытие метрополитена Нави-Мумбаи[англ.] (линия 1, 11,1 км, 11 станций)[66].
- 21 ноября — Метрополитены Бангкока, открытие Розовой линия MRT (Nonthaburi Civic Center — Min Buri, 34,5 км) в бесплатном режиме[37].
- 27 ноября — Метрополитен Сантьяго, продление линии 2 (La Cisterna — Hospital El Pino, 5,2 км)[59].
- 30 ноября — Чунцинский метрополитен, открытие центрального участка линии 5 (Dashiba — Shiqiaopu, 4,7 км)[8].

#### Декабрь
- 1 декабря: 
  - Метрополитен Кито, возобновление работы после приостановки в мае в связи со сбоями в различных его подсистемах[67][68][69].
  - Уханьский метрополитен, продление линии 5 (Hubei University of Chinese Medicine — Hongxia, 2,6 км)[60].
- 8 декабря: 
  - Киевский метрополитен, экстренное закрытие 6 станций в связи с разгерметизацией тоннеля[70][71].
  - Метрополитен Макао, продление единственной линии (Oceano — Barra, 3,3 км)[72].
- 16 декабря — Гуйянский метрополитен, открытие линии 3 (Luowan — Tongmuling, 43 км)[73].
- 20 декабря — Чжэнчжоуский метрополитен, открытие линии 12 (Lianghu — Longzihu Dong, 16,5 км)[34].
- 21 декабря — Лимский метрополитен, открытие линии 2 (Evitamiento — Mercado Santa Anita, 5 км)[74].
  - Московский метрополитен — прекращена эксплуатация вагонов 81-717/714 на Калужско-Рижской линии.
- 26 декабря:
  - Харбинский метрополитен, продление линии 3 (Chinese-baroque Block — Beima Road)[61].
  - Хэфэйский метрополитен, продление линии 3 (Xingfuba — Sheng Ertong Yiyuan Xinqu, 9,5 км)[44].
  - Метрополитен Салвадора, продление линии 1 на 1 станцию (Campinas — Águas Claras), 3 км[75].
- 27 декабря:
  - Наньтунский метрополитен, открытие линии 2[76][77].
  - Шэньчжэньский метрополитен, продление линии 2 (Yantian Road — Xiaomeisha, 8 км)[78].
- 28 декабря:
  - Тяньцзиньский метрополитен, открытие линии 11 (Dongjiangdao — Dongliliujinglu, 13,7 км)[79].
  - Нанкинский метрополитен, продление линии 7 (Yingtiandajie — Xishanqiao, 10,7 км)[80].
  - Метрополитен Гуанчжоу, продление линии 5 (Wenchong — Huangpu New Port, 9,8 км) и линии 7 (Higher Education Mega Center South — Yanshan, 19,9 км)[81].
  - Чунцинский метрополитен, открытие линии 18 (Fuhualu — Tiaodengnan, 29 км)[8].
- 30 декабря:
  - Пекинский метрополитен, продление линии 11 (Jin’anqiao — Moshikou, 0,8 км)[82].
  - Уханьский метрополитен, продление линии 19 (West Square of Wuhan Railway Station — Xinyuexi Park, 23,3 км)[83].

## Происшествия
| Дата       | Метро                    | Погибли | Пострадали | Описание |
| ---------- | ------------------------ | ------- | ---------- | --- |
| 7 января   | Метрополитен Мехико      | 1       | 106        | Два поезда столкнулись в тоннеле Третьей линии. |
| 10 мая     | Тайчжунский метрополитен | 1       | 10         | Строительный кран упал на движущийся поезд Зелёной линии . |
| 11 октября | Московский метрополитен  | 0       | 5          | 11 октября в 10:22 на станции «Печатники» Люблинско-Дмитровской линии состав 81-720.1/721.1 «Яуза» произвёл накат на стоящий состав на станции. В результате столкновения пострадали 5 человек, один из которых — машинист. Движение было остановлено на участке «Дубровка» — «Люблино» на 6 часов. В 16:02 движение было восстановлено. После этого происшествия все вагоны Яуза были списаны окончательно. |
| 16 ноября  | Измирский метрополитен   | 0       | 0          | Последний вагон сошёл с рельсов в метро и врезался в стену. |
| 14 декабря | Пекинский метрополитен   | 0       | 515        | Два поезда столкнулись на наземном участке линии Чанпин. |